# ناقص‌سوزی
ناقص‌سوزی یک اصطلاح علمی است که بیشتر در شیمی به‌کار می‌رود. این عبارت زمانی استفاده می‌شود که اکسیژن کافی برای سوختِ کامل یک ماده وجود نداشته‌باشد.و در اثر این سوختن کربن مونوکسید تولید می‌شود.

## فرایند سوختن
سوختن در علم شیمی به‌معنای ترکیب مواد با اکسیژن (اکسید شدن) است. هر مادهٔ شیمیایی یک ظرفیت شیمیایی دارد که بر اساس آن با نسبت‌های مختلفی در واکنش‌های شیمیایی شرکت می‌کند. حال اگر ماده‌ای با نسبتی کمتر از نسبت ظرفیت خود با اکسیژن ترکیب شود اصطلاحاً گفته می‌شود سوختن ناقص انجام شده‌است. این سوخت ناقص می‌تواند با جذب اکسیژن کافی کامل شود.

## یک مثال
معروف‌ترین واکنش اکسید شدن، ترکیب مولکول‌های‌ کربن با اکسیژن است، این دقیقاً همان فرایندی است که در اصطلاح غیرعلمی نیز به آن سوختن گفته می‌شود. به‌هنگام آتش گرفتن یک تکه چوب، مقداری نفت، بنزین، گاز یا بودن بسیاری از مواد دیگر، یکی از عمده‌ترین واکنش‌های شیمیایی که به وقوع می پیوندد ترکیب کربن با اکسیژن است.
با توجه به ظرفیت کربن، این عنصر برای دست یابی به یک ترکیب پایدار با اکسیژن باید در واکنش با آن به  فرمول co2 برسد، به این معنا که هر مولکول کربن باید با دو مولکول اکسیژن ترکیب شود و گاز دی اکسیدکربن (گازکربنیک)  تولید کند. حال در شرایطی که اکسیژن کافی به محل سوخت (که مثلاً می‌تواند یک بخاری باشد) نرسد هر مولکول کربن به جای واکنش با دو مولکول اکسیژن با یک مولکول واکنش داده و تولید گاز منواکسید کربن (co) می‌کند. در چنین شرایطی اصطلاحاً گفته می‌شود واکنش اکسیداسیون یا همان سوختن به‌صورت ناقص انجام شد.
شایان ذکر است که سوخت ناقص تنها به واکنش کربن با اکسیژن مربوط نمی‌شود و دیگر عناصر نیز به‌هنگام اکسیداسیون ممکن است به‌صورت ناقص اکسید شوند (ناقص بسوزند).